# Zakrînîcicea, Orativ
Zakrînîcicea (în ucraineană Закриниччя) este un sat în comuna Ciovnovîțea din raionul Orativ, regiunea Vinnița, Ucraina.

## Demografie
Componența lingvistică a localității Zakrînîcicea
     Ucraineană (100%)
Conform recensământului din 2001, toată populația localității Zakrînîcicea era vorbitoare de ucraineană (100%).